# HD 118978
HD 118978，又名CP-58 5059，SAO 241080、HR 5140，是一颗恒星，视星等为5.38，位于銀經309.46，銀緯3.44，其B1900.0坐标为赤經13h 35m 22.9s，赤緯-58° 3.44′ 51″。